# St. Agnes (Bleibuir)

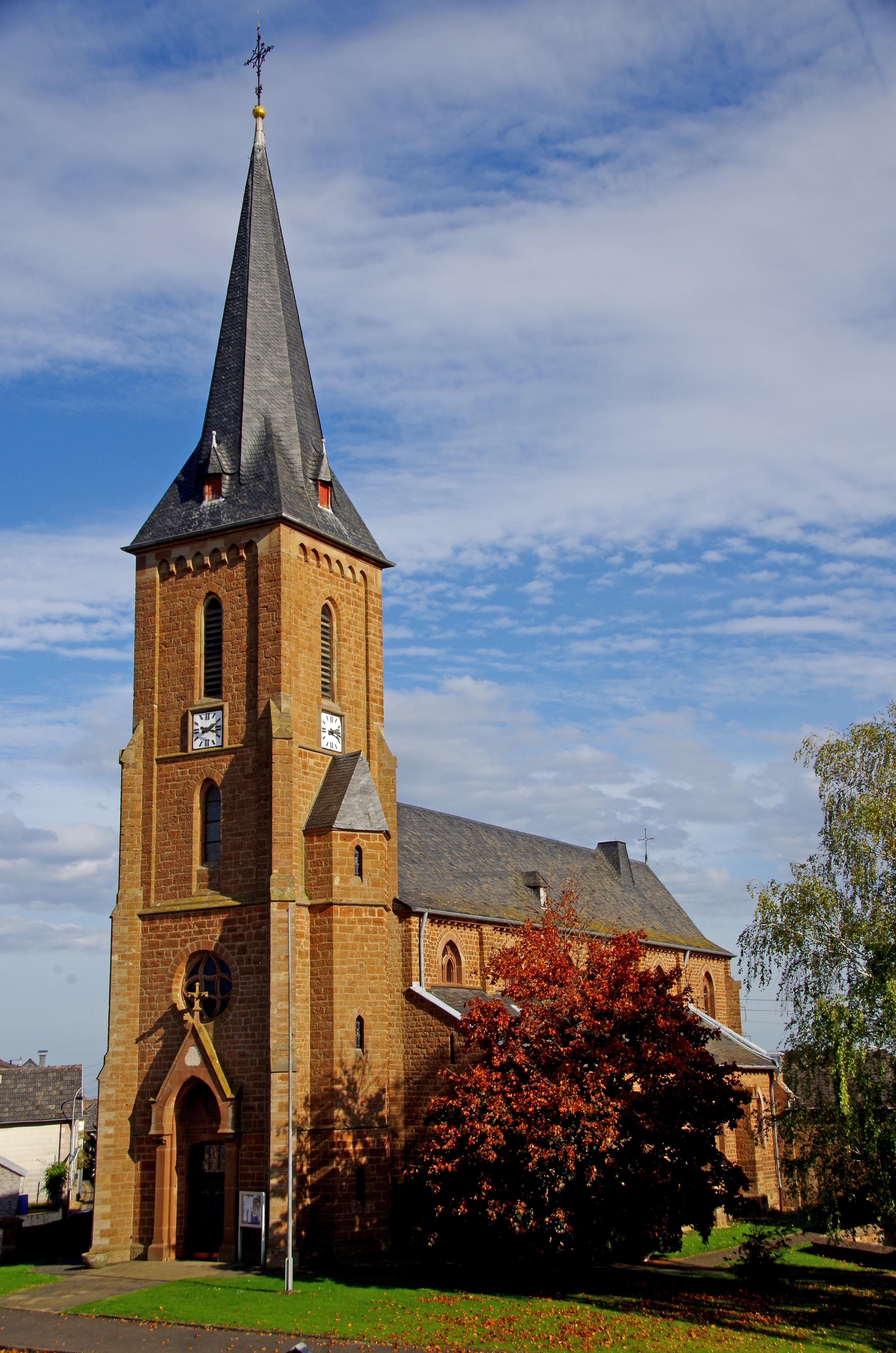
St. Agnes (Bleibuir), Südwestseite

St. Agnes ist eine römisch-katholische Pfarrkirche im Mechernicher Ortsteils Bleibuir im Kreis Euskirchen in Nordrhein-Westfalen.

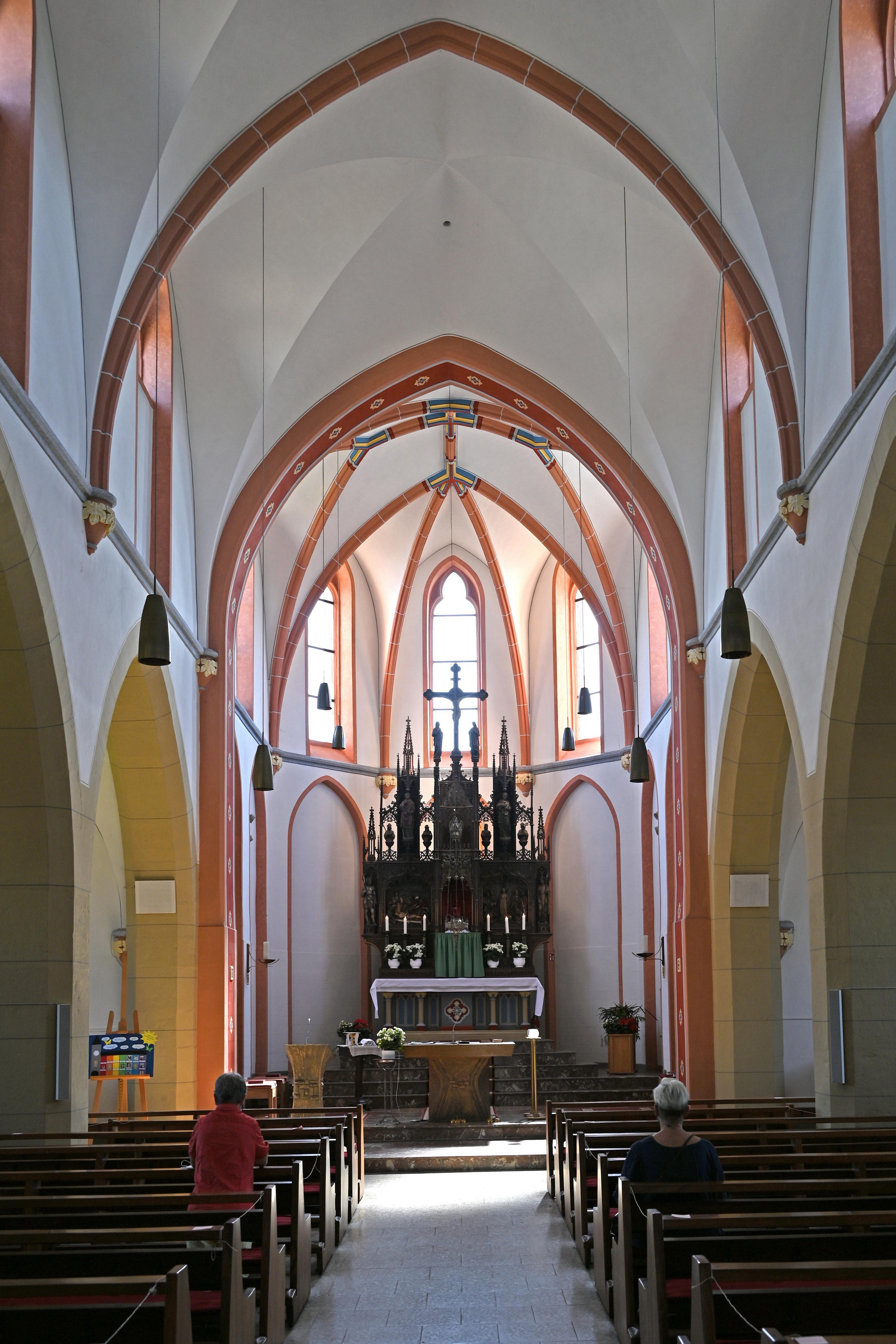
Innenraum

Das Gotteshaus ist der hl. Märtyrerin Agnes von Rom geweiht und unter Nummer 167 in die Liste der Baudenkmäler in Mechernich eingetragen. Zur Pfarre gehören auch die Orte Bergbuir mit der Barbarakapelle und Lückerath mit der Luziakapelle sowie die Orte und Bescheid, Gute Hoffnung, Schützendorf mit der Michaelkapelle, Voißel mit der Antoniuskapelle und Wielspütz.

## Lage
St. Agnes steht in der Ortsmitte von Bleibuir an den Straßen Am Möch, Alte Straße und Sankt-Agnes-Straße.

## Geschichte
Schon im Liber valoris aus dem Jahr 1308 wird Bleibuir bereits als eigenständige Pfarrei aufgeführt. Der Ort selbst wurde schon im Prümer Urbar aus dem 9. Jahrhundert erstmals genannt, jedoch wird darin nicht explizit eine Kirche erwähnt. Die Pfarre Bleibuir gehörte zum ausgedehnten Dekanat Zülpich. Um 1300 besaß das Haus Schleiden das Patronatsrecht über die Pfarrkirche, 1327 übertrug Konrad von Scheiden die Rechte an die Grafen von Luxemburg. In einer Schrift aus dem Jahr 1493 wird der erste bekannte Pfarrer von Belibuir, Matthys von Bettingen, erwähnt.
1791 wurde die Pfarre um die Orte Voißel, Wielspütz, Bescheid und Wallenthal vergrößert. Die genannten Orte gehörten zuvor zur Pfarre Olef. In der Franzosenzeit kam der Ort, welcher immer zum Erzbistum Köln gehörte, zum neu gegründeten Bistum Aachen. 1825 wurde dies erst wieder rückgängig gemacht. Im Gegensatz zu vielen anderen Pfarreien, änderte sich nichts an der Zusammensetzung des Pfarrgebiets. Bis 1964 zählten die Orte Denrath, Heufahrtshütte und Stollenhütte zur Pfarre. Diese wurden dann aber nach Strempt umgepfarrt.

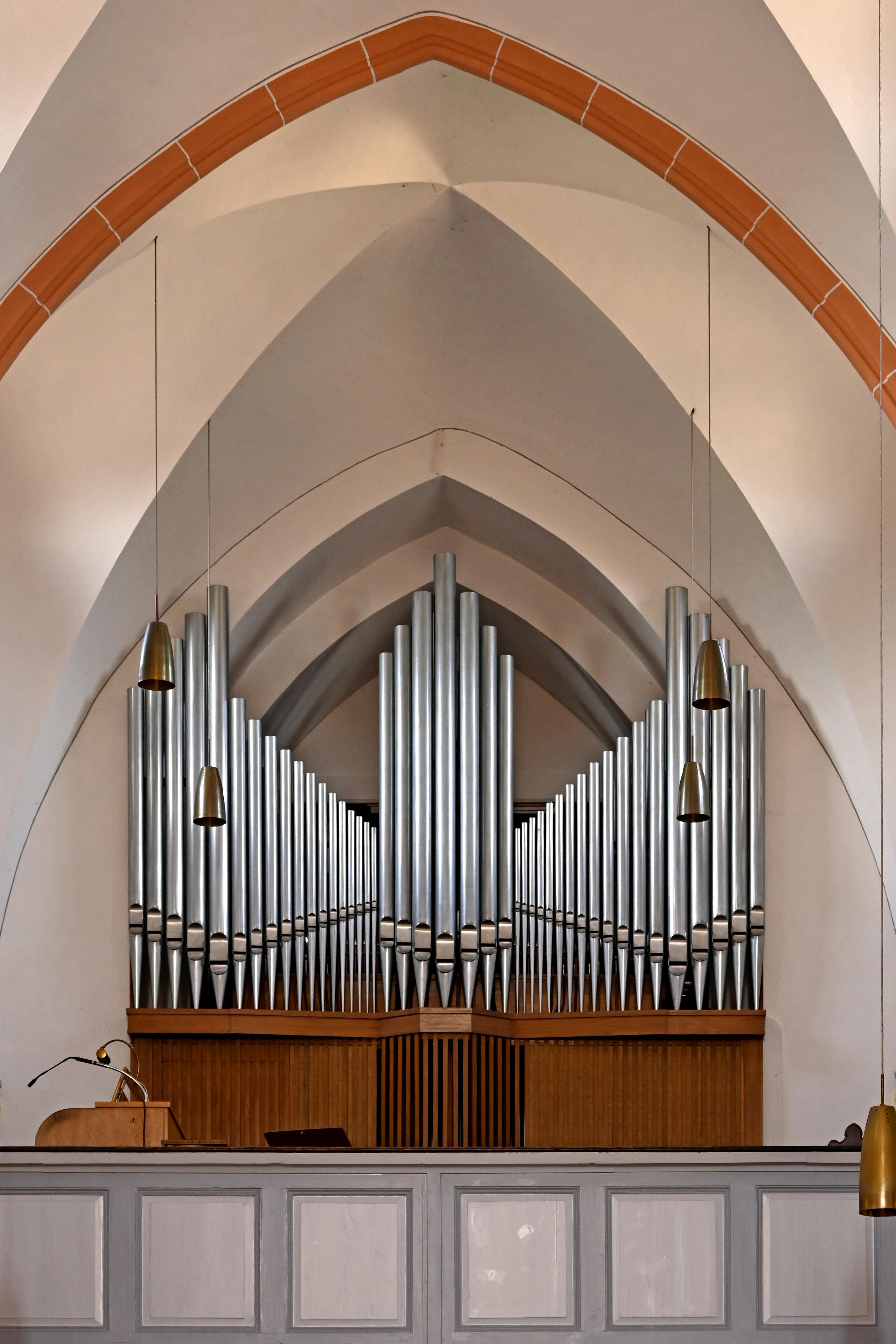
Orgel, Freipfeifenprospekt

## Baugeschichte
Seit wann es genau eine Kirche in Bleibuir gegeben hat, ist unbekannt. Auch unbekannt ist die Entstehung der 1308 genannte Pfarrkirche. Diese schien im Laufe der Jahrhunderte kaum verändert worden zu sein, doch 1754 brannte die Kirche bis auf die Grundmauern nieder. Der Wiederaufbau unter Verwendung der erhaltenen Reste erfolgte kurz nach dem Brand. Mitte des 19. Jahrhunderts wurde die Kirche zu klein für die angewachsene Bevölkerungszahl, sodass man 1868 beschloss, die alte Pfarrkirche zu vergrößern. Davon nahm man jedoch kurz darauf bereits Abstand, da die Bausubstanz der alten Kirche so schlecht war, dass man sich für einen Abriss und kompletten Neubau entschloss.
Mit den Planungen einer neuen Pfarrkirche wurde der Kölner Diözesanbaumeister Vincenz Statz beauftragt. 1872 erfolgte die Baugenehmigung und im darauf folgenden Jahr begannen die Bauarbeiten. Feierliche Grundsteinlegung war am 5. November 1873. Aufgrund mangelnder finanzieller Mittel wurde auf den Bau eines neuen Glockenturmes vorerst verzichtet. Die Bauleitung hatte Kreisbaumeister Schütte inne, die Maurerarbeiten lagen in Händen von Matthias Kolhey aus Gransdorf. Der Glockenturm wurde 1898 nach Plänen von Franz Statz, der Sohn von Vincenz Statz, erbaut.
Im Zweiten Weltkrieg wurde das Bauwerk nur leicht beschädigt, größere Schäden trug es bei einem Erdbeben im Jahr 1953 davon. 1954 wurde das Gotteshaus unter Leitung des Aachener Architekten Wilhelm Rommé renoviert. 1973/74 wurde die Kirche nochmals instand gesetzt.

## Baubeschreibung
St. Agnes ist eine dreischiffige und fünfjochige Basilika aus Bruchsteinen in Formen der Neugotik. Der viergeschossige Glockenturm mit achtseitigem geknickten Helm ist dem Schiff vorgebaut. Im Osten schließt sich der einjochige und dreiseitig geschlossene Chor an. Das Innere wird von Kreuzrippengewölben überspannt.

## Ausstattung
In der Kirche haben sich noch einige nennenswerte Ausstattungsstücke aus der Erbauungszeit erhalten. Die Orgel ist ein Werk der Orgelbauwerkstatt Gebrüder Müller aus Reifferscheid. Das Instrument verfügt über 18 Register auf einer mechanischen Traktur. Der reichgeschnitzte Hochaltar im Chor sowie die beiden Seitenaltäre in den Seitenschiffen stammen aus gleicher Zeit und sind im neugotischen Stil gehalten.

## Pfarrer
Folgende Priester wirkten bislang als Pfarrer in der Pfarre St. Agnes:
| von – bis | Name                  |
| --------- | --------------------- |
| 1929–1940 | Leo Netten            |
| 1940–1973 | Josef Krapp           |
| 1974–1984 | Pater Albert Defèsche |
| 1985–1991 | Pater Paul Scholl     |
| 1992–1997 | Hans Joachim Hellwig  |
| Seit 1997 | Heinz-Josef Arenz     |